# Bako Gazer
Bako Gazer est un ancien woreda du sud de l'Éthiopie situé dans la zone Debub Omo de la région des nations, nationalités et peuples du Sud. Ce district occupait un vaste territoire autour de Jinka dans les années 1990 et au début des années 2000.
Le recensement de 1994 y fait état de 206 913 habitants dont 8 % de citadins[réf. souhaitée].
Le nom du district vient vraisemblablement de la ville de Jinka, aussi appelée Bako, et de la ville de Gazer située une quinzaine de kilomètres plus au nord.
Outre l'ensemble de l'actuelle zone Ari, le district englobait le territoire de Male et s'étendait le long de la zone Gamo Gofa depuis le woreda spécial Basketo au nord jusqu'au woreda spécial Dirashe (actuelle zone Alle) au sud-est[réf. souhaitée].
L'ancien district se subdivise entre Semen Ari, Debub Ari et Male avant le recensement national de 2007.
Semen Ari, Debub Ari et de nouvelles subdivisions formeront la zone Ari en 2023 à la création de la région Éthiopie du Sud tandis que Male restera dans la zone Debub Omo.